# Berliner Ensemble

Logo Berliner Ensemble

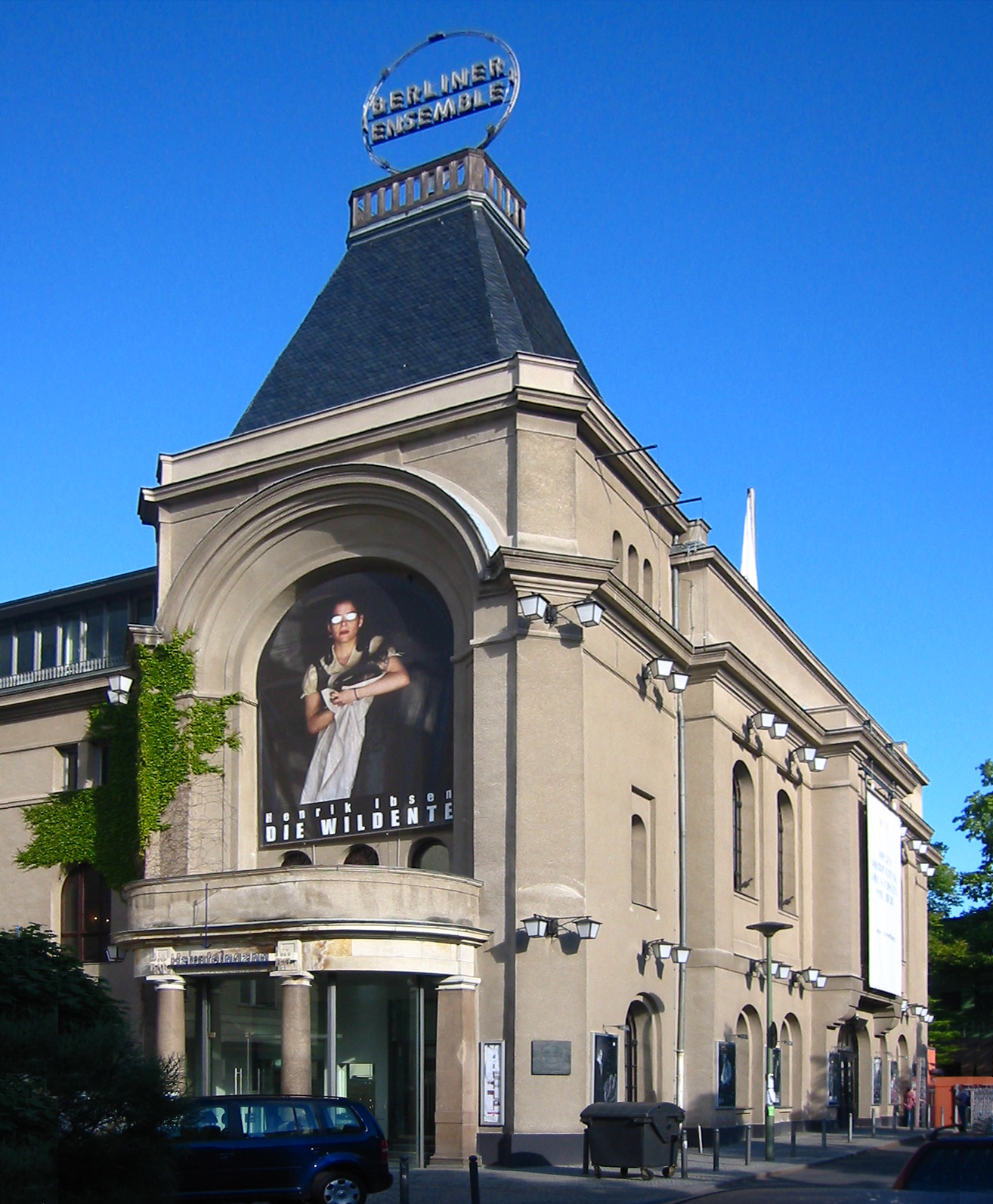
Berliner Ensemble (Theater am Schiffbauerdamm)

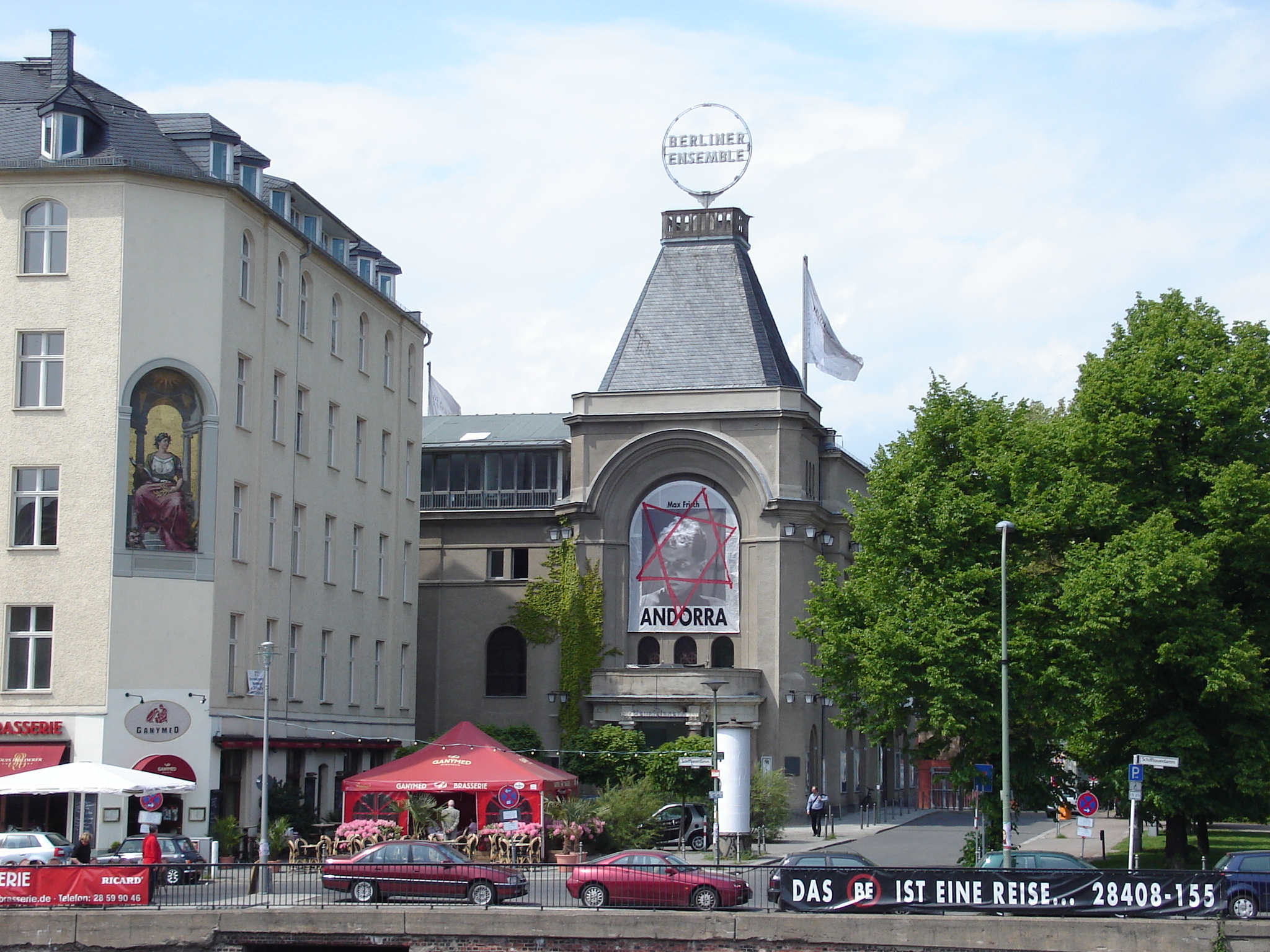
Berliner Ensemble
(Theater am Schiffbauerdamm)

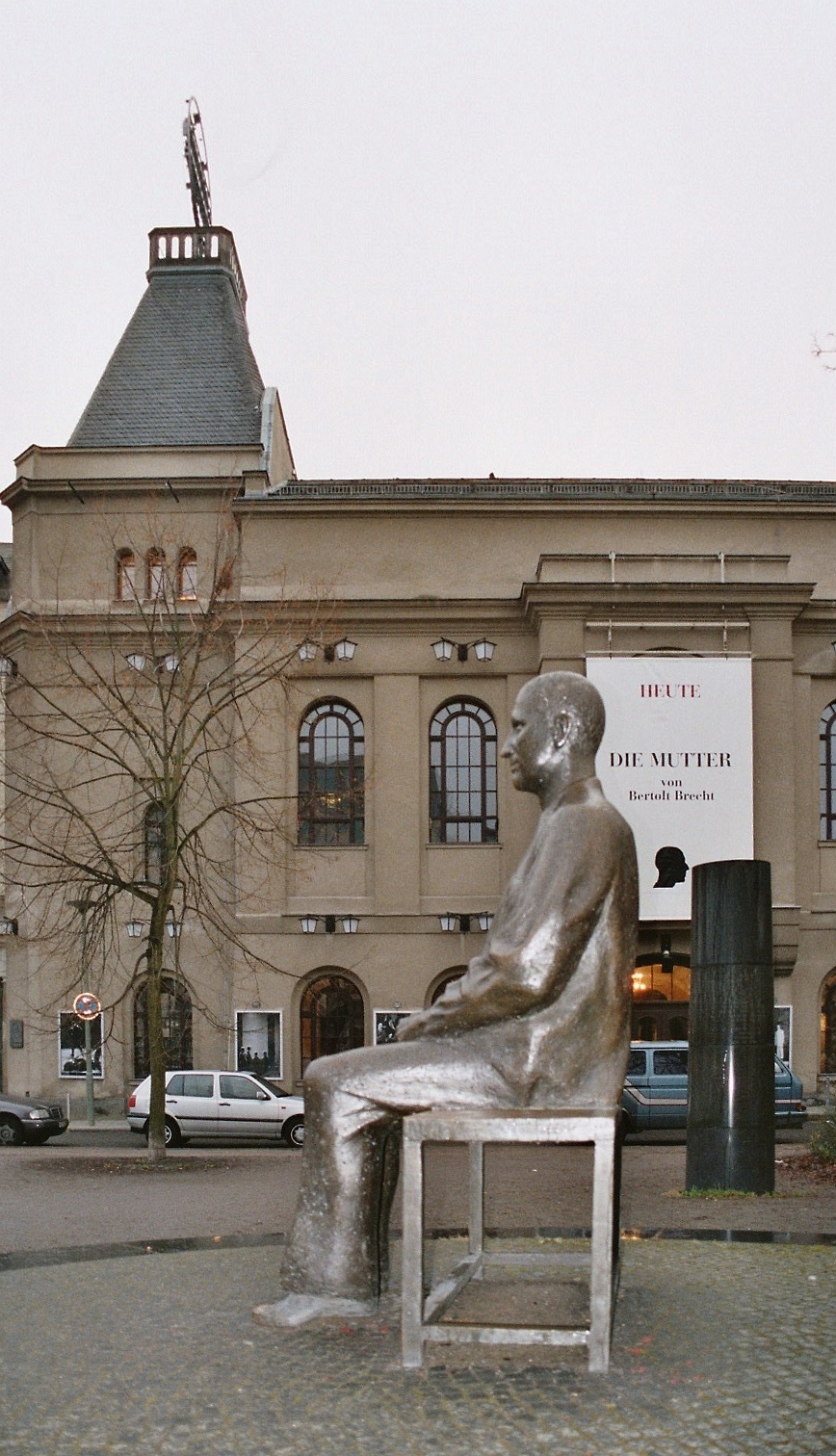
Bertolt-Brecht-Denkmal auf dem Bertolt-Brecht-Platz vor dem Berliner Ensemble

Das Berliner Ensemble (abgekürzt: BE, zu Zeiten der vormaligen DDR teilweise auch synonym mit Brecht-Ensemble) ist eine der bekanntesten Bühnen der deutschen Hauptstadt. Es wurde berühmt durch Aufführungen der Werke seines Gründers Bertolt Brecht und gilt als eine der führenden deutschsprachigen Bühnen. Seit 1954 ist das Theater am Schiffbauerdamm in der Friedrich-Wilhelm-Stadt im Ortsteil Mitte (Bezirk Mitte) die Spielstätte des Berliner Ensembles.

## Geschichte
Die Gründung des Berliner Ensembles im November 1949, wenige Wochen nach der Gründung der DDR, steht im direkten Zusammenhang mit der Suche Brechts nach einer neuen Tätigkeit in Deutschland für sich und seine Frau Helene Weigel und in dem Bemühen von Politikern, kulturellen Instanzen und Persönlichkeiten in der sowjetischen Besatzungszone und späteren DDR um den Aufbau einer international beachteten Kulturszene in der Hauptstadt. Nach bitteren Erfahrungen in den USA (30. Oktober 1947: Verhör vor dem Komitee für unamerikanische Umtriebe) und strikter Personenüberwachung in der Schweiz setzte Brecht seine Entscheidung um, sich im Osten Deutschlands und Berlins niederzulassen. Dort wurde er mit offenen Armen empfangen. Sein und Helene Weigels Plan der Gründung eines Ensembles wurde von Wilhelm Pieck und Otto Grotewohl unterstützt. Es war das Politbüro der SED, das die Gründung des Theaters mit einem Jahresetat von 1,5 Millionen Mark beschloss. Die Spielstätte sollte am Schiffbauerdamm sein. Dieser Ort war allerdings bereits durch das Ensemble von Fritz Wisten besetzt und wurde erst 1954 frei, als dieser in die kriegszerstörte und nun wiederhergestellte Volksbühne am Rosa-Luxemburg-Platz umziehen konnte. Der Liedermacher und spätere DDR-Dissident Wolf Biermann begann dort in den 1950er Jahren als Regieassistent. 
Das Ensemble bestand im Wesentlichen aus den Schauspielern und Mitarbeitern, die am 11. Januar 1949 an der ersten öffentlichen Präsentation mit dem Stück von Bertolt Brecht Mutter Courage beteiligt waren. Diese Aufführung fand am Deutschen Theater in Berlin statt. Ab 19. März 1954 spielte dann das Ensemble im eigenen Haus, dem Theater am Schiffbauerdamm.
Einer Idee Brechts aus dem Jahr 1953 folgend wurden 1959 verschiedene „Brigaden“ gegründet, welche die Theaterarbeit im Berliner Ensemble künstlerisch und gesellschaftlich vorantreiben sollten, unter anderen die „Brigade für Theatertheorie“, die „Brigade Studio“ und die „Brigade Arbeit mit dem Publikum“. Die Arbeit des Ensembles wurde wesentlich durch Bertolt Brecht geprägt, der als Regisseur und Schriftsteller das Haus zu „seinem“ Theater machte. Als Symbol des Berliner Ensembles galt Picassos Friedenstaube. Sie war auf dem Bühnenvorhang abgebildet. Aufgrund seines hervorragenden Rufs wurde das Ensemble oft zu Gastspielen im In- und Ausland eingeladen, so nach Frankreich, England, Österreich, Schweden und Italien. Inmitten der Vorbereitungen einer Gastspielreise nach London starb Brecht. Sein Verständnis für episches Theater und Kollektivarbeit wurde von seiner Witwe Helene Weigel fortgeführt, die von der Gründung bis zu ihrem Tod 1971 Intendantin des Berliner Ensembles war. Regieassistenten wie Manfred Wekwerth, Peter Palitzsch, Isot Kilian, Benno Besson und Joachim Tenschert hatten noch bei Brecht gelernt und setzten nun gemeinsam mit den Schauspielern dessen Arbeit fort. Nach Helene Weigel folgte Ruth Berghaus als Intendantin, deren Ehemann, der Komponist Paul Dessau, die Musik zur Mutter Courage geschrieben hatte. Ihr Versuch, auch experimentelles Theater auf die Bühne zu bringen, erregte Widerstand im Ensemble und im Publikum, was sie schließlich zum Rücktritt veranlasste.
1977 wurde Berghaus von Manfred Wekwerth abgelöst, der das Haus bis 1991 leitete. Organisatorisch waren die Folgejahre weniger erfolgreich verlaufen. Einer streitbaren „Gemeinschafts-Intendanz“ Matthias Langhoff, Fritz Marquardt, Peter Palitzsch, Peter Zadek, Heiner Müller von 1992 bis 1993 folgten
Marquardt, Palitzsch, Zadek, Müller von 1993 bis 1994 und Marquardt, Palitzsch, Müller von 1994 bis 1995, Müller 1995, Martin Wuttke 1996 und Stephan Suschke von 1997 bis 1999. Mit der Aufführung des Stückes „Die Brecht-Akte“ über Brechts Observierung durch das FBI wurde das Haus am 8. Januar 2000 nach Umbauarbeiten unter dem Intendanten Claus Peymann neu eröffnet, der dort bis 2017 Intendant und Gesellschafter war. Seit der Spielzeit 2017/18 ist Oliver Reese neuer Intendant des Berliner Ensembles, der das Haus mit einem Leitungsteam führt, zu dem u. a. Michael Thalheimer als Hausregisseur gehörte. Zur Eröffnung von Reeses erster Spielzeit inszenierte Antú Romero Nunes „Caligula“ von Albert Camus, Premiere war am 21. September 2017.
Im Umfeld des Berliner Ensembles arbeiteten viele bekannte und produktive Künstler. Die Fotografin Ruth Berlau fotografierte Bühnenszenen, die als Modell-Bücher herausgegeben wurden. Der Bühnenbildner Karl von Appen war viele Jahre ein Synonym für anspruchsvolle Bühnenbilder und Theaterplakate. Hierfür waren auch die Brüder John Heartfield und Wieland Herzfelde und Karl-Heinz Drescher bekannt.
Der Gebrauch des Wortes Berliner Ensemble hat eine Wendung vollzogen. Während man in den vergangenen Jahrzehnten hiermit das Theaterensemble als Gemeinschaft von Schauspielern und Mitarbeiter meinte, wird das BE auch immer wieder mit dem Theatergebäude gleichgesetzt. Das Theater, in dem das Berliner Ensemble spielt, ist das Theater am Schiffbauerdamm. Das Gebäude ist Eigentum der Ilse-Holzapfel-Stiftung, die von Rolf Hochhuth gegründet wurde. Die Stiftung vermietet das Gebäude an das Land Berlin. Das Theaterensemble war mit der Spielzeit 1992/93 als Eigenbetrieb des Landes aufgegeben und in die Rechtsform einer gGmbH überführt worden, deren alleiniger Gesellschafter der jeweilige Intendant ist, also seit 2017 Oliver Reese. Er hat das Nutzungsrecht an der Immobilie (quasi als Untermieter des Landes).
Im Herbst 2019 wurde ein Nebengebäude des Theaters am Schiffbauerdamm umgebaut. Damit erhielt das Theater erstmals eine zweite, vollausgestattete Spielstätte. Insgesamt hat das Berliner Ensemble drei Spielstätten: Das Große Haus, das Neue Haus und den Werkraum.
Im Februar 2020 strich der neue Intendant Oliver Reese die beliebte Dreigroschenoper in der Inszenierung von Robert Wilson vom Spielplan.
Im September 2020 begann das Berliner Ensemble mit dem Streaming von Theaterstücken während der Schließung in Folge der Coronavirus-Pandemie. So wurde das Theaterstück Panikherz nach dem gleichnamigen Buch des Autors Benjamin von Stuckrad-Barre zum kostenlosen Abruf bereitgestellt.
Im August 2021 hatte eine Neuinszenierung der Dreigroschenoper in der Regie von Barrie Kosky Premiere. Es ist die fünfte Inszenierung des Stückes am Schiffbauerdamm seit der Uraufführung im Jahr 1928 ebenda.
Im Februar 2023 wurde bekannt, dass der amtierende Berliner Senat für die Zukunft vorhat, das BE als eine landeseigene GmbH zu finanzieren.

## Intendanz
- 1949–1971: Helene Weigel
- 1971–1977: Ruth Berghaus
- 1977–1991: Manfred Wekwerth
- 1992–1993: Matthias Langhoff, Fritz Marquardt, Heiner Müller, Peter Palitzsch, Peter Zadek
- 1993–1994: Fritz Marquardt, Heiner Müller, Peter Palitzsch, Peter Zadek
- 1995: Heiner Müller
- 1996: Martin Wuttke
- 1997–1999: Stephan Suschke
- 1999–2017: Claus Peymann
- seit 2017: Oliver Reese

## Bekannte ehemalige Schauspieler des Ensembles
- Carmen-Maja Antoni
- Therese Affolter
- Peter Bause
- Meret Becker
- Antonia Bill
- Curt Bois
- Klaus Maria Brandauer
- Margarita Broich
- Traugott Buhre
- Ernst Busch
- Bruno Carstens
- Norbert Christian
- Uwe Dag Berlin
- Ralf Dittrich
- Barbara Dittus
- Angelica Domröse
- Ruth Drexel
- Peter Fitz
- Simone Frost
- Ernst Otto Fuhrmann
- Erwin Geschonneck
- Therese Giehse
- Ruth Glöss
- Christine Gloger
- Anna Graenzer
- Annemone Haase
- Maria Happel
- Klaus Hecke
- Traute Hoess
- Jürgen Holtz
- Jutta Hoffmann
- Eva-Maria Hofmann
- Ursula Höpfner-Tabori
- Angelika Hurwicz
- Franziska Junge
- Wolf Kaiser
- Peter Kalisch
- Manfred Karge
- Agnes Kraus
- Stefan Kurt
- Stefan Lisewski
- Inka Löwendorf
- Regine Lutz
- Dörte Lyssewski
- Michael Maertens
- Gisela May
- Lotte Meyer
- Markus Meyer
- Peter Miklusz
- Bernhard Minetti
- Dieter Montag
- Günter Naumann
- Christopher Nell
- Joachim Nimtz
- Peter Palitzsch
- Uwe Preuss
- Thomas Quasthoff
- Käthe Reichel
- Hans-Peter Reinecke
- Hans-Michael Rehberg
- Renate Richter
- Felicitas Ritsch
- Ilse Ritter
- Ekkehard Schall
- Alexander Scheer
- Marianne Christina Schilling
- Heinz Schubert
- Martin Schwab
- Willi Schwabe
- Volker Spengler
- Martin Seifert
- Marina Senckel
- Peter Sodann
- Norbert Stöß
- Sabin Tambrea
- Katharina Thalbach
- Sabine Thalbach
- Hilmar Thate
- Axel Triebel
- Franziska Troegner
- Franz Viehmann
- Angelika Waller
- Helene Weigel
- Angela Winkler
- Martin Wuttke
- Eleonore Zetzsche

## Aktuelle Mitglieder des Berliner Ensembles (Auswahl)
(Quelle: )
- Constanze Becker
- Claude de Demo
- Andreas Döhler
- Lili Epply
- Nico Holonics
- Bettina Hoppe
- Ingo Hülsmann
- Gerrit Jansen
- Jonathan Kempf
- Corinna Kirchhoff
- Pauline Knof
- Oliver Kraushaar
- Peter Luppa
- Sina Martens
- Cynthia Micas
- Wolfgang Michael
- Peter Moltzen
- Kathleen Morgeneyer
- Sascha Nathan
- Tilo Nest
- Josefin Platt
- Stefanie Reinsperger
- Martin Rentzsch
- Veit Schubert
- Marc Oliver Schulze
- Kathrin Wehlisch
- Paul Zichner

## Bekannte ehemalige Bühnenbildner
- Karl von Appen
- Manfred Grund
- Annemarie Rost

## Inszenierungen (Auszug)
- 1949 – Brecht: „Mutter Courage und ihre Kinder“, Brecht: „Herr Puntila und sein Knecht Matti“, Gorki: „Wassa Schelesnowa“
- 1950 – Lenz: „Der Hofmeister“
- 1951 – Brecht: „Die Mutter“, Hauptmann: „Biberpelz und Roter Hahn“
- 1952 – Kleist: „Der zerbrochne Krug“, Pogodin: „Das Glockenspiel des Kreml“, Goethe: „Urfaust“, Brecht: „Die Gewehre der Frau Carrar“, Seghers: „Der Prozeß der Jeanne d’Arc zu Rouen 1431“
- 1953 – Strittmatter: „Katzgraben“, Tokajew: „Ein fremdes Kind“
- 1954 – Hayneccius: „Hans Pfriem oder Kühnheit zahlt sich aus“, Molière: „Don Juan“, Brecht: „Der kaukasische Kreidekreis“, Altes chinesisches Volksstück: „Hirse für die Achte“
- 1955 – Becher: „Winterschlacht“, Farquhar: „Pauken und Trompeten“, Ostrowski: „Die Ziehtochter oder Wohltaten tun weh“, Neues chinesisches Volksstück: „Der Tag des großen Gelehrten Wu“
- 1956 – Synge: „Der Held der westlichen Welt“
- 1957 – Brecht: „Leben des Galilei“, Brecht: „Furcht und Elend des Dritten Reiches“, Brecht: „Der gute Mensch von Sezuan“
- 1958 – Wischnewski: „Optimistische Tragödie“
- 1959 – Brecht: „Der aufhaltsame Aufstieg des Arturo Ui“
- 1960 – Brecht/Weill: „Die Dreigroschenoper“
- 1961 – Baierl: „Frau Flinz“
- 1962 – Brecht: „Die Tage der Commune“, Brecht: „Schweyk im Zweiten Weltkrieg“
- 1963 – Brecht/Weill: „Mahagonny“, Brecht: „Der Messingkauf“
- 1964 – Shakespeare: „Coriolan“
- 1965 – Kipphardt: „In der Sache J. Robert Oppenheimer“
- 1966 – O’Casey: „Purpurstaub“, Brecht: „Flüchtlingsgespräche“
- 1967 – Brecht: „Mann ist Mann“, Brecht: „Der Brotladen“
- 1968 – Weiss: „Viet Nam Diskurs“, Lang: „Die Zwerge“, Brecht: „Die heilige Johanna der Schlachthöfe“
- 1969 – Baierl: „Johanna von Döbeln“, Aischylos: „Sieben gegen Theben“
- 1970 – Büchner: „Woyzeck“
- 1971 – O’Casey: „Kikeriki“, Brecht: „Im Dickicht der Städte“, Brecht: „Die Gewehre der Frau Carrar“, Brecht: „Leben des Galilei“
- 1972 – Mickel: „Wolokolamsker Chaussee“, Hacks: „Omphale“, Strittmatter: „Katzgraben“
- 1973 – Brecht: „Turandot oder Der Kongreß der Weißwäscher“, Brecht: „Das Badener Lehrstück vom Einverständnis“, Müller: „Zement“, Baierl: „…stolz auf 18 Stunden“, Shaw: „Frau Warrens Beruf“
- 1974 – Wedekind: „Frühlings Erwachen“, Brecht: „Leben Eduards des zweiten von England“, Brecht: „Die Mutter“, Mickel: „Celestina“
- 1975 – Brecht: „Herr Puntila und sein Knecht Matti“, Strindberg: „Fräulein Julie“, Kruczkowski: „Der erste Tag der Freiheit“
- 1976 – Brecht: „Der kaukasische Kreidekreis“, Baierl: „Der Sommerbürger“, Nestroy: „Der Unbedeutende“
- 1977 – Lenz: „Der Hofmeister“
- 1978 – Müller: „Der Lohndrücker“, Baierl: „Die Feststellung“, Brecht: „Galileo Galilei“, Brecht: „Mutter Courage und ihre Kinder“, Fo: „Bezahlt wird nicht!“
- 1979 – Gratzik: „Lisa“, Matusche: „Prognose“, Braun: „Großer Frieden“, Conrad: „Knuppepütze“, Gorki: „Jegor Bulytschow und die anderen“
- 1980 – Brecht: „Die Ausnahme und die Regel“, Braun: „Simplex Deutsch“, Shakespeare: „Die Zähmung der Widerspenstigen“, Schatrow: „Blaue Pferde auf rotem Gras“
- 1981 – Brecht: „Mann ist Mann“, Brecht: „Turandot oder Der Kongreß der Weißwäscher“, Brecht/Weill: „Die Dreigroschenoper“, Saint-Exupéry: „Der kleine Prinz“
- 1982 – Dürrenmatt: „Die Physiker“, Bunge: „HUAC – Der Fall Eisler“, Eisler: „Johann Faustus“, Braun: „Tinka“
- 1983 – Süskind: „Der Kontrabass“, Brecht: „Trommeln in der Nacht“, Aischylos: „Die Perser“, Brecht: „Die Tage der Kommune“
- 1984 – Karge: „Jacke wie Hose“, Goethe: „Faust-Szenen“, Weiss: „Der neue Prozeß“
- 1985 – Seidel: „Jochen Schanotta“, Shakespeare: „Troilus und Cressida“, Sternheim: „Bürger Schippel“
- 1986 – Maeterlinck/Dittrich: „Die Blinden“, Lorca: „Komödie ohne Titel“, Saeger: „Außerhalb der Schuld“, Zuckmayer: „ Der Hauptmann von Köpenick“, Fo: „Zufällig eine Frau: Elisabeth“
- 1987 – Díaz: „Diese ganze lange Nacht“, Brecht/Müller: „Untergang des Egoisten Fatzer“, Fleißer: „Fegefeuer von Ingolstadt“, Beckett/Dittrich: „Spiel“, Brecht: „Baal“
- 1988 – Brecht: „Die Mutter“, Braun: „Lenins Tod“
- 1989 – Müller: „Germania Tod in Berlin“, Erdman: „Der Selbstmörder“, Seidel: „Carmen Kittel“, Tretjakow: „Ich will ein Kind haben!“, Müller: „Wolokolamsker Chaussee I-V“
- 1990 – Jens: „Der Fall Judas“, Mrożek: „Tango“, Kleist: „Prinz Friedrich von Homburg“, Brasch: „Rotter“
- 1991 – Seidel: „Villa Jugend“, Cousse: „Strategie eines Schweins“, Brecht: „Der gute Mensch von Sezuan“, Brecht: „Schweyk“, Kleist: „Die Familie Schroffenstein“, Sinisterra: „Ay, Carmela!“, Labiche: „Florentiner Strohhut“
- 1992 – Barlach: „Der arme Vetter“, Schwab: „Volksvernichtung oder Meine Leber ist sinnlos“, Hauptmann: „Vor Sonnenaufgang“
- 1993 – Hochhuth: „Wessis in Weimar“, Shakespeare: „Pericles“, Turrini: „Grillparzer im Pornoladen“, Horváth: „Sladek oder Die schwarze Armee“, Zavattini/de Sica/Zadek: „Das Wunder von Mailand“, Brecht/Müller: „Duell“, „Traktor“, „Fatzer“, Brecht: „Der Brotladen“, Brecht: „Lebenslauf des Mannes Baal“, O’Casey: „Juno und der Pfau“, Brecht: „Der Jasager und der Neinsager“
- 1994 – Müller: „Quartett“, Shakespeare: „Der Kaufmann von Venedig“, Hölderlin: „Pharsalia“, Bond: „Ollys Gefängnis“, Müller: „Zement“, Shakespeare: „Antonius und Cleopatra“, Kroetz: „Ich bin das Volk“
- 1995 – Beckett: „Endspiel“, Ibsen: „Eyolf“, Behan: „Die Geisel“, Pinter: „Mondlicht“, Wildenhain: „Schlagschatten des Mondes“ + „Hänsel und Gretel“, Brecht: „Der aufhaltsame Aufstieg des Arturo Ui“, Müller: „Philoktet“
- 1996 – Müller: „Der Bau“, Brasch: „Mercedes“, Brecht: „Herr Puntila und sein Knecht Matti“, Trolle: „die baugrube“, Müller: „Der Auftrag“, Müller: „Germania 3 Gespenster am Toten Mann“, Ionesco: „Der König stirbt“, Kolditz: „EVA – Hitlers Geliebte“
- 1997 – Brecht/Eisler: „Die Maßnahme“, Chaplin: „Monsieur Verdoux“, Müller: „Die Bauern“, Trolle: „Die Heimarbeiterin“, Baader u. a.: „Projekt RAF“, Brecht: „Leben des Galilei“, Brecht: „Die Judith von Shimoda“
- 1998 – Brecht/Müller/Dostojewski: „Der Ozeanflug“ + „Landschaft mit Argonauten“ + „Aufzeichnungen aus einem toten Winkel“, Brecht: „Joe Fleischhacker“, Shakespeare: „Der Sturm“, Brecht: „Die Rundköpfe und die Spitzköpfe“, Büchner: „Dantons Tod“
- 1999 – Müller: „Philoktet“, Müller: „Anatomie Titus Fall of Rome Ein Shakespearekommentar“
- 2000 – Bernhard: „Wittgensteins Neffe“, Molière: „Tartuffe“, Brecht: „Die Jüdische Frau“, Hein: „Mutters Tag“, Peuckert: „Artaud erinnert sich an Hitler und das Romanische Café“, Brecht: „Die Kleinbürgerhochzeit“, Kafka: „Ein Bericht für eine Akademie“, Jelinek: „Das Lebewohl (Les adieux)“, Bernhard: „Claus Peymann kauft sich eine Hose und geht mit mir essen“, Shakespeare: „Hamlet“, Kroetz: „Die Eingeborene“, Bernhard: „Der Theatermacher“, Weiss: „Die Verfolgung und Ermordung Jean-Paul Marats …“, Shakespeare: „König Richard II.“, Schwitters: „Fümms Bö Wö Tää Zää Uu & Ribble Bobble Pimplico“, Tabori: „Frühzeitiges Ableben“
- 2001 – Wittenbrink: „Zigarren“, Müller: „Bildbeschreibung“, Shakespeare: „Maß für Maß“, Jelinek: „Gier“, Hochhuth: „Der Stellvertreter“, Ransmayr: „Die Unsichtbare“, Fleißer: „Fegefeuer in Ingolstadt“, Turrini: „Ich liebe dieses Land“, Crimp: „Auf dem Land“
- 2002 – Bernhard: „Ein Fest für Boris“, Kreisler: „Adam Schaf hat Angst oder Das Lied vom Ende“, Schleef: „Gertrud“, Fassbinder: „Das Kaffeehaus“, Turrini: „Da Ponte in Santa Fe“, Handke: „Der Wahnsinn der Wörter Quodlibet“, Enzensberger: „Der Untergang der Titanic“, Shakespeare: „Ein Sommernachtstraum“, Strauß: „Unerwartete Rückkehr“, Beckett: „Glückliche Tage“, Frisch: „Biedermann und die Brandstifter“, Tabori: „Das Erdbeben-Concerto“,
- 2003 – Bernhard: „Der deutsche Mittagstisch“, Shakespeare: „Der Sturm“, Brecht: „Kriegsfibel“, Lessing: „Die Juden“, Brecht: „Die heilige Johanna der Schlachthöfe“, von Hofmannsthal: „Elektra“, Schwarz/Kirsch: „Die verzauberten Brüder“, Büchner: „Leonce und Lena“, Hauptmann: „Michael Kramer“, Brecht: „Die Mutter“, Brecht: „Verschollener Ruhm der Riesenstadt New York. Ein Amerika-Abend“
- 2004 – Schiller: „Die Räuber“, Handke: „Untertagblues“, Tabori: „Purgatorium“, Ibsen: „Die Wildente“, Müller: „Leben Gundlings Friedrich von Preußen“, Ibsen: „Peer Gynt“
- 2005 – Tabori: „Jubiläum“, Wittenbrink: „Die Farbe Rot“, Strauß: „Die Eine und die Andere“, Frisch: „Andorra“, Jelinek: „Wolken. Heim. Und dann nach Hause“, Bernhard: „Ritter, Dene, Voss“
- 2006 – Beckett: „Warten auf Godot“, Brecht: „Mann ist Mann“, Strauß: „Schändung“, Schiller: „Die Jungfrau von Orleans“, Brecht: „Die Antigone des Sophokles“, August Strindberg: „Totentanz“, Brecht: „Mutter Courage und ihre Kinder“
- 2007 – Brecht: „Die Dreigroschenoper“ Robert Wilson
- 2010 – Sophokles: „Ödipus auf Kolonos“
- 2015 – Goethe: „Faust I“ und „II“ Robert Wilson/Herbert Grönemeyer
- 2017 – Camus: „Caligula“ (Inszenierung Antú Romero Nunes), Brecht: „Der kaukasische Kreidekreis“ (Inszenierung Michael Thalheimer)
- 2018 – Tennessee Williams: „Endstation Sehnsucht“ (Inszenierung Michael Thalheimer)
- 2019 – Brecht: „Galileo Galilei“ (Inszenierung Frank Castorf), Shakespeare: „Othello“ (Inszenierung Michael Thalheimer)
- 2020 – Kästner: „Fabian oder Der Gang vor die Hunde“ (Inszenierung Frank Castorf), Schirach: „Gott“ (Inszenierung Oliver Reese)
- 2021 – Brecht: „Die Dreigroschenoper“ (Neuinszenierung Barrie Kosky)
- 2022 – Martens/Brasch: „It’s Britney, Bitch!“ (Inszenierung Lena Brasch), Borchert: „Draußen vor der Tür“ (Inszenierung Michael Thalheimer)